# PHC Stadium
PHC Stadium – stadion piłkarski w Warwick Parish na Bermudach. Swoje mecze rozgrywa na nim klub Pembroke Hamilton Zebras. Mieści 1000 osób.